# 島田夏妃
島田 夏妃（しまだ なつき、1997年3月13日 - ）は、日本の元グラビアアイドル。
事務所との金銭関係、体調不良によって、故郷に帰り芸能界を引退。

## 経歴
2014年に地元の高校と両立で福岡の芸能育成所に入所。
2016年に上京し4月に地下アイドルWe-Z-uに加入。
2016年にグラビアアイドル デビュー。
2017年に映画出演で女優デビュー。
2019年の3月をもって事務所とのトラブルと病気により芸能界引退。

## 作品

### DVD
- Cream Girl （2016年11月4日、Cream）[要出典]
- Cream Girl  Part2（2017年5月3日、Cream）[要出典]
- 夏恋（2017年7月28日、エスデジタル）[要出典]
- Summer Princess（2017年10月25日、エアーコントロール）[要出典]
- Summer Island（2019年2月25日、エアーコントロール）[要出典]

## 人物
・1997年に山口県宇部市生まれ育つ。
・幼い頃から体のを動かすのが大好きで特に外で遊ぶ事の方が多い活発な子だった。
・小学生、中学生の運動会では紅白リレーの選手にも選ばれたことがあり走るのと小学2年生から、
高校3年生の11年間バトントワリングを習っていたため体の柔らかさには自信あり。
・中学生に入って陸上部に入部。１年生にして100mハードルで県大会に出場。し
・本人曰く、勉強は大の苦手で特に算数、数学が苦手。体で覚える派だとか。
・高校は同じ事務所の木村あやねと同じ私立高校に入学。
・高校卒業後は地元でアルバイトをしながら芸能学校に通っていた。
・芸能学生の時にはダンスと演技を主に勉強していて結婚式などで行うメモリプレイの仕事を何度かした。
• スカウトという形で事務所に入所し同年に上京。
・地下アイドルWe-Z-uというグループに加入し本格的に芸能活動をスタート。
・元々はアイドルもグラビアもする予定はなかった
・グループ解散や寮の解約などされた時は必ず「お前が悪い」など言われて友達もいない当初は親にも相談することさえ出来ずうつ病を発症。同時に住む場所がなくなりホームレス経験もした。
・一度山口県に帰省し山口県から仕事があるたびに東京に通っていたが自費だったため金銭面がキツく東京に戻って1人暮らしを始めた。
・2018年に入り極度のストレス、恐怖から表に立つ事が出来なくなり悩んだあげく夢を諦め引退を決意する。
・事務所から何をされるか分からないから芸能界復活は考えていないと本人はブログで語った。

・2019年3月いっぱいをもって事務所を退所し地元へと帰省した。